# Chloroclystis oceanica
Chloroclystis oceanica är en fjärilsart som beskrevs av Claude Herbulot 1962. Chloroclystis oceanica ingår i släktet Chloroclystis och familjen mätare. Inga underarter finns listade i Catalogue of Life.